# انگوت (اردبیل)
انگوت، شهری در بخش مرکزی شهرستان انگوت در استان اردبیل ایران است. این شهر، مرکز شهرستان انگوت است.

## جمعیت
بر پایه سرشماری عمومی نفوس و مسکن در سال ۱۳۹۵، جمعیت شهر انگوت برابر با ۲٬۶۴۵ نفر (۷۱۷ خانوار) است.